# Коренюгин, Владимир Иванович
Влади́мир Ива́нович Кореню́гин (укр. Володимир Іванович Коренюгин, 16 ноября 1952 — 24 сентября 2013) — советский и украинский политический деятель, исполняющий обязанности городского головы города Николаев с марта по сентябрь 2013 года.

## Биография
Родился в Николаеве 16 ноября 1952 года. С 1970 по 1971 гг. учился в Николаевском кораблестроительном институте, который закончил в 1980 году после службы в рядах Советской армии.
Трудовую деятельность начинал регулировщиком радиоаппаратуры на Николаевском трансформаторном заводе. На этом предприятии с 1975 года работал заместителем секретаря комитета комсомола, затем — секретарём комитета комсомола Николаевского трансформаторного завода, первым секретарём Ленинского райкома комсомола, руководителем технического бюро завода, заведующим отделом Ленинского райкома КПУ, секретарём партийного комитета Николаевского трансформаторного завода.
С 1991 года работал руководителем отдела, заместителем председателя правления ОАО «Ингул», с 1997 года — руководителем правления ОАО «Ингул».
С 1999 года — руководителем Государственной налоговой инспекции Ленинского района, первым заместителем руководителя Государственной налоговой администрации в Николаевской области, с 2004 по 2005 год — руководителем Ленинской районной государственной налоговой инспекции.
В 1998 — 2002 гг. — председатель Николаевской городской территориальной избирательной комиссии.

## Политическая деятельность
Член Партии регионов. С июня 2010 г. — председатель Николаевской городской организации Партии регионов.
С 2006 года — депутат Николаевского горсовета, фракция Партии регионов. В 2006 году избран секретарём Николаевского городского совета V созыва, в 2010 году избран секретарём Николаевского городского совета VI созыва.

## На должности городского головы
После смерти Владимира Чайки, с марта 2013 года, исполнял обязанности городского головы города Николаева. В сентябре 2013 года Владимир Коренюгин вместе с главой Николаевского областного совета Игорем Дятловым заложили символическую капсулу на месте будущего строительства Парка Спорта в Корабельном районе города. Однако до открытия спорткомплекса, которое состоялось в ноябре этого же года, Владимир Коренюгин не дожил.

## Награды
Знак отличия Николаевского областного совета «За заслуги перед Николаевщиной» II (12.2012), I ст. (09.2013).
В декабре 2013 года депутаты Николаевского городского совета присвоили скверу возле Администрации Ингульского района имя Владимира Ивановича Коренюгина.
В сентябре 2018 года, в пятую годовщину со дня смерти Владимира Коренюгина, в память о нем  Игорь Дятлов подарил городу и установил в этом сквере детский игровой комплекс.

## Смерть
Умер 24 сентября 2013 года. По результатам вскрытия причиной смерти Владимира Коренюгина стала «тромбоэмболия легочной артерии и постинфарктный кардиосклероз». Похоронен в Николаеве на центральной аллее городского кладбища возле могилы Владимира Чайки.